# 1487 Бода
1487 Бода (1487 Boda) — астероїд головного поясу, відкритий 17 листопада 1938 року.
Тіссеранів параметр щодо Юпітера — 3,199.